# Paméla Hainguerlot
Paméla Hainguerlot (1802-1881) est la fille d'un banquier et spéculateur, Pierre-Laurent Hainguerlot (1774-1841), propriétaire du château de Stains (dans l’actuel département de la Seine-Saint-Denis), un des fondateurs de la compagnie du canal de l’Ourcq. Elle est l'héritière du château de Villandry.

## Biographie
Rose Augusta Émilie Paméla Hainguerlot est née le 7 novembre 1802 à Ermenonville, et morte le 11 mai 1881.  
En épousant en 1821 Alphée Bourdon de Vatry (1793-1871), châtelain de Chaalis (Oise), agent de change, député de la Moselle de 1835 à 1851, et maire de la ville de Stains, Paméla Hainguerlot devient « baronne » de Vatry, et propriétaire du château de Chaalis.   
Le couple dispose également de l'hôtel de Vatry, rue de Londres à Paris, qui deviendra au début du XXIe siècle le siège de Google France.
De 1843 à 1859, Pamela Hainguerlot et son frère Georges Hainguerlot sont les concessionnaires de l’exploitation des canaux de l’Ourcq et de Saint-Denis.
Acquise avec son mari le 2 juin 1850, l'abbaye de Chaalis est réaménagée par Paméla Hainguerlot : l'aile ouest, restée inachevée depuis le XVIIIe siècle et surnommée le « Petit Château », est détruite pour conserver et isoler le « Grand Château », c'est-à-dire l'aile nord, la seule complète ; sa façade sud est réordonnancée en 1854 par l'architecte du département de l'Oise Désiré-Honoré Bellanger, qui y ajoute simplement trois avant-corps, au milieu et aux extrémités du bâtiment. Paméla Hainguerlot transforme le réfectoire en salle à manger et salon, la cuisine en pièces de réception d'après-chasse. Elle remeuble la demeure de coffres gothiques et Renaissance. Elle fait restaurer la chapelle abbatiale Sainte-Marie et notamment ses fresques par Paul Balze, peintre élève d'Ingres et collaborateur d’Eugène Viollet-le-Duc, reconstitue progressivement le domaine de l'abbaye, le faisant passer de cent à près de mille hectares et orne le parc de vases de pierre. De nombreuses fêtes et réceptions y sont organisées, accueillant les nombreux amis artistes du couple : les écrivains Théophile Gautier, Ludovic Halévy ou Gérard de Nerval, les peintres Pierre-Luc-Charles Ciceri et Eugène Lami, les compositeurs Giacomo Meyerbeer et Daniel Auber.

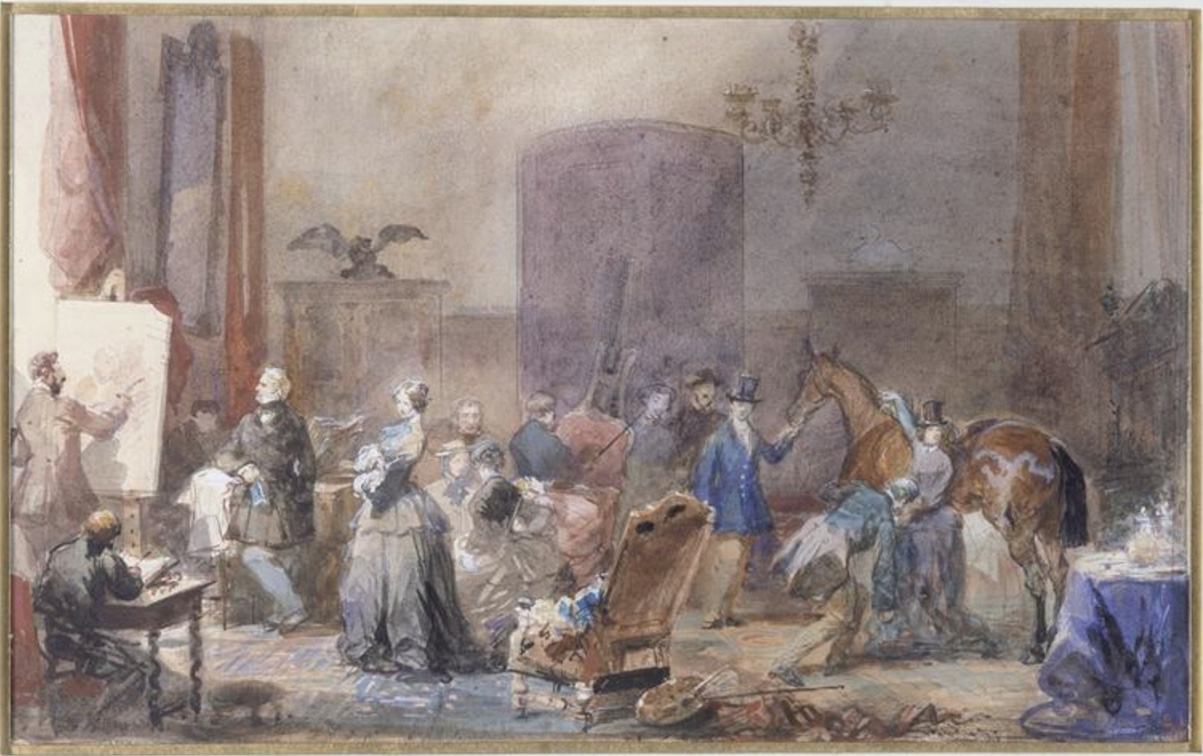
Cette aquarelle représente la bibliothèque de Chaalis du temps de madame de Vatry.

Dans la chapelle Sainte-Marie de Chaalis, sont peints les blasons des abbés successifs, ainsi que celui de Rose Pamela Hainguerlot-Vatry qui correspond à une figure de type : écartelé aux 1 et 4, d'azur, à un navire d'or ; aux 2 et 3, de gueules, à trois besants d'or. Le  blason  de  Bourdon-Vatry est coupé au 1 d'or à la tête de  lion, arrachée d'azur ; au 2 d'argent à l'ancre d'azur, tortillée d'un câble de sable. La tête de lion or qui surmonte le blason de Chaalis est peut-être un rappel de ce blason alors que les roses font allusion au prénom de madame Hainguerlot-Vatry.
Ayant connu Henri d'Orléans, duc d'Aumale, par son époux qui l'avait côtoyé à Madrid, madame de Vatry abrite à Chaalis des œuvres appartenant à son voisin, châtelain de Chantilly, intransportables en Angleterre, et qu'elle avait officiellement achetées, dont la statue du Grand Condé par Antoine Coysevox et les boiseries provenant du château d'Écouen, aujourd'hui conservés au musée Condé de Chantilly. Elle reste en contact avec le duc pendant son exil. À son retour en France le 27 juin 1871, c'est à Chaalis qu'Henri d'Orléans se rend en premier avec son fils.
À la mort de madame de Vatry en 1882, Chaalis passe à son neveu Arthur Hainguerlot (1833-1892) ; à la mort de ce dernier, sa veuve, née Lydia Harvey (1841-1901), hérite du domaine : elle se remarie le 7 décembre 1894 avec le prince Joachim Murat (1834-1901) et commence à partir de cette date à résider dans l'ancienne abbaye. Après leur mort, leur succession s'ouvre au printemps 1902. C'est finalement une des protégées de madame de Vatry, Nélie Jacquemart, qui rachète le domaine.